# Syndrome d'Aicardi-Goutières
Le syndrome d’Aicardi-Goutières   est une encéphalopathie précoce avec calcifications des noyaux gris centraux, une atrophie cérébrale et  leucodystrophie. Il existe constamment chez les sujets atteints une augmentation de l’interféron alpha et des leucocytes dans le liquide céphalo-rachidien

Le syndrome d'Aicardi-Goutières a été identifié en 1984 par le professeur Jean Aicardi et Françoise Goutières.

## Causes
Une mutation sur le gène TREX1, sur SAMHD1, sur ADAR1, sur IFIH1 ou sur l'un des gènes formant la ribonucléase H2 ont été décrites.

## Description
La grossesse est normale dans 90 % des cas. Quelquefois, le fœtus présente un retard de croissance intra-utérin ou une microcéphalie. Des calcifications intracérébrales ont été décrites en échographie. 

Les premiers signes apparaissent vers trois mois avec arrêt du développement et apparition d’une microcéphalie. Le nourrisson dort beaucoup, est irritable, présente des problèmes d’alimentation et des épisodes d’hyperthermie sans cause infectieuse. L’acquisition de la parole est très rare chez ces enfants. 

Progressivement l’enfant devient hypotonique avec apparition de signes pyramidaux et extra-pyramidaux avec convulsions. 

Un quart des enfants présentent des lésions cutanées des doigts et des orteils à type d’engelures.
L’évolution se fait vers un état grabataire avec une mortalité importante.
Le diagnostic repose sur les signes cliniques, sur l'imagerie et la biologie.
Il faut tout d’abord éliminer les infections virales pouvant atteindre le fœtus : herpès, maladie des inclusions cytomégaliques, rubéole.
Signes majeurs
- Calcifications des noyaux gris centraux du cerveau
- Leucodystrophie cérébrale
- Atrophie cérébrale
- Augmentation du taux des leucocytes dans le liquide céphalo-rachidien
- Augmentation de la concentration d’interféron alpha dans le liquide céphalo-rachidien

Signes mineurs
- Lésions cutanées
- Microcéphalie apparaissant  la première année de vie
- Hyperthermie sans infection
- Signes neurologiques pyramidaux et extrapyramidaux

## Imagerie
L’imagerie par résonance magnétique montre les calcifications, la leucodystrophie comme un signal hyperintense en T2 principalement localisée au niveau des carrefours ventriculaires.

## Biologique
Interféron alpha 
- La concentration dans le liquide céphalo-rachidien est supérieure à 2 IU par ml. Elle tend à diminuer avec le temps

 Leucocyte 
- Le taux de leucocytes dans le liquide céphalo-rachidien est supérieur à 5 par millimètre cube.

## Sources
- (fr) Site en français de renseignement sur les maladies rares et les médicaments orphelins
- (en) Online Mendelian Inheritance in Man, OMIM (TM). Johns Hopkins University, Baltimore, MD. MIM Number: 225750
- (en) Jean Aicardi, Yanick J Crow, Aicardi-Goutières Syndrome in GeneTests: Medical Genetics Information Resource (database online). Copyright, University of Washington, Seattle. 1993-2005